# Nil I
Nil I de Constantinoble o Nil Cerameu (en grec medieval Νείλος Κεραμεύς) va ser patriarca de Constantinoble de l'any 1379 al 1388.
Va ser nomenat patriarca a finals de 1379, després de la deposició del seu antecessor Macari. Va fer de mediador al conflicte que hi va haver entre Joan V Paleòleg i el seu fill rebel Andrònic IV, en un moment delicat per l'Imperi degut a l'avenç de l'Imperi Otomà, que havien conquerit Anatòlia (excepte el Pont Euxí) i entraven als Balcans, mentre que l'Imperi Romà d'Orient quedava reduït a Constantinoble i els seus voltants, Tessalònica i Calcídia, Tessàlia, un grup d'illes de la mar Egea i el Despotat de Morea.
El patriarca és conegut per les seves posicions contra l'Església de Roma. Tenia una postura favorable a les tesis de Gregori Palamàs. Entre els anys 1380 i 1382, Nil va reconèixer a Joan V Paleòleg el dret de l'emperador d'intervenir en els afers eclesiàstics, sobretot en l'elecció d'un patriarca. Aquesta decisió la va confirmar més tard un sínode.
Nil va morir l'1 de febrer de 1388. El seu successor Antoni IV va ser nomenat després de la seva mort.